# Votiefkerk (Wenen)
De Votiefkerk (Duits: Votivkirche) is een kerk in Wenen nabij de Ringstraße. De kerk is een van de belangrijkste neogotische bouwwerken ter wereld. Op 18 februari 1853 pleegde een verwarde kleermaker een aanslag op keizer Frans Jozef I van Oostenrijk. De aanslag mislukte en om dit te herdenken werd er een collecte gehouden voor de bouw van een votiefkerk nabij de plaats van de aanslag.
De bouw van de kerk stond onder leiding van architect Heinrich von Ferstel, die een neogotisch gebouw ontwierp met een voorgevel met twee 99 meter hoge torens met slanke spitsen. De torens zijn na de toren van Stephansdom de hoogste kerktorens van Wenen. De bouw begon in 1856 en was pas in 1879 voltooid.